# 董漢儒
董漢儒（1562年—1628年），字學舒，號誼台，直隸開州（今河南濮陽縣）人。明朝政治人物，萬曆進士。天啟年間官至兵部尚書。

## 生平
萬曆十年（1582年）壬午科順天鄉試第五十三名舉人，十七年（1589年）己丑科會試二百九十二名，廷試三甲八十六名進士。刑部觀政，十七年授河南府推官，十九年充本省同考试官，二十二年充應天鄉試同考官，二十三年行取，升戶部主事，管崇文門、浒墅鈔关。二十五年升備倭粮饷郎中，朝鮮用兵，以郎中銜辦理餉務。
不久，于万历二十七年遷山東按察司僉事，寻以东征功成，進副使，二十九年升參政，三十二年升按察使，本年調湖廣按察使兼参议，三十六年加升右布政使，本年調本省右布政使，三十九年升左布政使。萬曆四十年（1612年）九月，拜右副都御史，巡撫湖廣，次年因丁憂去職。
光宗即位，召拜工部右侍郎。隨即改兵部，總督宣府、大同、山西軍務。天啟改元，遼陽被後金攻克，董漢儒派精兵二千入衞，得到朝廷褒獎。次年秋，以兵部左侍郎協理戎政，未上任，擢兵部尚書。董漢儒反對熹宗褒賞宦官王體、宋晉、魏忠賢人，隨即因母喪歸里。後來魏忠賢得勢，漢儒守喪期滿，也未能復官。追敍前功，即家進太子太保，廕子錦衣百戶，漢儒旋以母親病死辭官歸鄉。崇禎元年（1628年）卒，贈少保，諡肅敏。《明史》有傳。

## 紀念
濮阳县原有“八都坊”，建于明万历年间，紀念纪著、侯英、王綖、李珏、赵廷瑞、史褒善、吉澄、董汉儒八位明代开州籍官员。文革期间拆毁，现已重建。

## 墓葬
董汉儒家族墓地位于濮阳县海通乡沙堆村东，现为濮阳市文物保护单位。

## 轶事
董漢儒與同榜進士董其昌之父同名。董父少年諸生，早故。萬曆己丑，董其昌夢見與其父同榜中式，自以為不吉。榜發，董其昌中第二名。而同榜真有同名漢儒之人。

## 家族
曾祖董真。祖父董林。父董万斛，封推官。

### 書目
- （清）張廷玉等，《明史》，中華書局點校本

## 延伸阅读
[在维基数据编辑]
 《明史卷二百五十七》，出自《明史》